# Per Gulbrandsen
Pour les articles homonymes, voir Gulbrandsen.
Per Ziegler Gulbrandsen est un rameur norvégien né le 18 juillet 1897 à Oslo et mort le 2 novembre 1963 à Oslo.

## Biographie
Per Gulbrandsen dispute l'épreuve de quatre avec barreur aux côtés de Henry Larsen, Theodor Klem, Birger Var et Thoralf Hagen aux Jeux olympiques d'été de 1920 d'Anvers.